# Ibráhím Muhammad Sulih
Ibráhím Muhammad Sulih, přezdívaný Ibu (* 4. května 1964 Lhaviyani) je maledivský politik, který od roku 2018 do roku 2023 byl sedmým maledivským prezidentem.

## Život
Narodil na ostrově Hinnavaru, ale v mladém věku se přestěhoval na maledivský ostrov Male kvůli vzdělání a od té doby zde žije.
Po vystudování byl poprvé zvolen do parlamentu v roce 1994, ve věku 30 let, jako poslanec z jeho domovského atolu Lhaviyani. Hrál hlavní roli při formování politické strany Maledivské demokratické strany (MDP) a maledivského politického reformního hnutí od roku 2003 do roku 2008, což vedlo k tomu, že země přijala novou moderní ústavu. Byl také předsedou parlamentu a později vybrán jako kandidát na prezidenta za stranu Maledivské demokratické strany. Volby se konaly 24. září 2018 a proti stávajícímu prezidentovi Abdalláhu Jamínovi tyto volby překvapivě vyhrál. Dne 17. listopadu 2018 nastoupil do úřadu prezidenta, který vykonával až do roku 2023, kdy ho nahradil Mohamed Muizzu.